# Ekaterina Martynova
Ekaterina Martynova (Rusia, 6 de agosto de 1986) es una atleta rusa especializada en la prueba de 1500 m, en la que consiguió ser medallista de bronce europea en pista cubierta en 2011.

## Carrera deportiva
En el Campeonato Europeo de Atletismo en Pista Cubierta de 2011 ganó la medalla de bronce en los 1500 metros, con un tiempo de 4:14.16 segundos, tras su paisana rusa Elena Arzhakova y la española Nuria Fernández.